# March of the Slunks
March of the Slunks è il trentanovesimo album in studio del chitarrista statunitense Buckethead, pubblicato il 20 settembre 2012 dalla Hatboxghost Music.

## Descrizione
Nono disco appartenente alla serie "Buckethead Pikes", March of the Slunks è stato pubblicato in contemporanea con Racks e The Silent Picture Book.

## Tracce
Musiche di Buckethead e Dan Monti.
1. Magellan's Maze – 2:57
2. Burying Toys – 2:12
3. Malbert's Strut – 3:18
4. Happy Landing – 2:20
5. The Robot Who Lost Its Head – 3:58
6. Thud – 1:40
7. Satellite Invaders – 3:09
8. The Other Side of the Island – 2:42
9. Ghost Coop – 3:25
10. The Raid – 3:04
11. Vault – 1:51

## Formazione
- Buckethead – throwing stars
- Dan Monti – programmazione, produzione, missaggio[1]
- Albert – produzione
- Jim Monti – ingegneria del suono aggiuntiva